# Charles de Peyret-Chappuis
Pour les articles homonymes, voir Peyret.
Charles de Peyret-Chappuis, né le 6 janvier 1912 à Paris et mort le 5 février 1995 à Clichy,, est un dramaturge et scénariste français.

## Biographie

### Jeunesse et études
Il suit des études de droit et de sciences politiques à l'École libre des sciences politiques.

### Parcours professionnel
Il se destine à la diplomatie, rédige des rubriques politiques et économiques à L'Économiste européen, et publie un ouvrage d'étude politique en 1936. Il publie ensuite un roman, et fait jouer, en 1938, sa première pièce de théâtre, Frénésie, qui remporte un vif succès.
En 1955, il est directeur de la Comédie de Paris, où est notamment créé, en février, Protée de Paul Claudel. 

## Théâtre
- Frénésie, pièce en trois actes, Paris, Théâtre Charles-de-Rochefort, 3 février 1938
- Feu monsieur Pic, pièce en trois actes, Théâtre des Arts, 28 mars 1939
- Les Dieux de la nuit, pièce en trois actes, Théâtre Hébertot, 7 avril 1942
- La Sœur, pièce en un acte, Théâtre de l'Odéon, 18 novembre 1943
- Rouge et Or, mise en scène Julien Bertheau, Théâtre La Bruyère, 25 février 1945
- Judith, mise en scène Julien Bertheau, Théâtre Hébertot, 16 mai 1945
- Paris-Vintimille, pièce radiophonique, Radiodiffusion française, Programme parisien, 1947
- L'aventure choisit son décor, Radiodiffusion française, Programme national, 1949

## Publications
- L'Italie a-t-elle besoin de colonies ?, étude politique, préface d'Henri Massis, les Presses de France, 1936
- Trois récits, nouvelles, Les Presses de France, 1936
- Théâtre. Frénésie. Feu monsieur Pic. Phèdre ou les Dieux de la nuit. Judith. Rouge et or. La Sœur, Paris, Éditions Pierre Ardent, 1945
- Beist-Pagès, roman, René Julliard, 1944
- Livide, roman, René Julliard, 1947

## Filmographie
- 1938 : La Vierge folle, scénario
- 1944 : Béatrice devant le désir, adaptation et dialogue
- 1945 : Félicie Nanteuil, adaptation
- 1951 : La Couronne noire (La corona negra), adaptation
- 1959 : Ce corps tant désiré, adaptation